# 苯并［a］荧蒽
苯并[a]荧蒽是一种有机化合物，化学式为C20H12。它可由2-(9-蒽基)苯胺和亚硝酸叔丁酯反应或2-(9-蒽基)环己酮和2,3-二氯-5,6-二氰对苯醌反应制得。它和溴在二氯甲烷中反应，可以得到8-溴苯并[a]荧蒽。